# Molí de la Vila (Juneda)
Molí de la Vila és una obra de Juneda (Garrigues) protegida com a bé cultural d'interès local.

## Descripció
L'edificació del molí de la Vila o de Baix és un interessant exemple d'aprofitament de l'energia hidràulica. Sembla que els seus orígens es remunten al segle xvii, hi ha un element que data de 1688. L'edifici actual podria datar globalment del segle xix. L'any 1937 es va ensorrar part de l'edifici i fou refet l'any 1961. Darrerament s'han fet algunes reformes que consoliden l'edifici, però són poc afortunades estèticament.